# Домбрувкі (Серпецький повіт)
Домбрувкі (пол. Dąbrówki) — село в Польщі, у гміні Серпць Серпецького повіту Мазовецького воєводства.
Населення — 179 осіб (2011).
У 1975—1998 роках село належало до Плоцького воєводства.

## Демографія
Демографічна структура станом на 31 березня 2011 року:
|          | Загалом | Допрацездатний вік | Працездатний вік | Постпрацездатний вік |
| -------- | ------- | ------------------ | ---------------- | -------------------- |
| Чоловіки | 91      | 16                 | 65               | 10                   |
| Жінки    | 88      | 17                 | 45               | 26                   |
| Разом    | 179     | 33                 | 110              | 36                   |